# Parallelodiplosis galliperda
Parallelodiplosis galliperda är en tvåvingeart som först beskrevs av Hugh Low 1889.  Parallelodiplosis galliperda ingår i släktet Parallelodiplosis och familjen gallmyggor. Inga underarter finns listade i Catalogue of Life.